# Huizense veearts
De Huizense veearts betreft twee arresten van de Nederlandse Hoge Raad met betrekking tot de strafvervolging van een Huizense dierenarts in verband met het opzettelijk besmetten van koeien met mond-en-klauwzeer om daarmee hetzelfde effect te verkrijgen als vaccinatie:
- (HR 27-06-1932 NJ 1933, 60)
- (HR 20-02-1933, NJ 1933, 918)

Tijdens een epidemie van mond-en-klauwzeer bracht een veearts opzettelijk 7 gezonde koeien in contact met zieke koeien die in een
stal stonden. Dit was een strafbaar feit in de Veewet.
Op de rechtszitting heeft de veearts uitgelegd, dat hij dit deed om de koeien een lichte graad van besmetting te laten oplopen, zodat zij antistoffen zouden ontwikkelen, om daarmee hetzelfde effect te verkrijgen als vaccinatie. De veearts deed een beroep op een ongeschreven rechtvaardigingsgrond: het ontbreken van materiële wederrechtelijkheid.
De mogelijkheid van dit verweer is tweemaal door de Hoge Raad bevestigd.
Na terugverwijzing naar het gerechtshof is de veearts uiteindelijk ontslagen van rechtsvervolging.